# Edouard Wyss-Dunant
Edouard Wyss-Dunant, född 17 april 1897, död 30 april 1983, var en schweizisk läkare och bergsbestigare. Wyss-Dunant hade en framstående karriär inom medicin, både i Schweiz och i andra länder. Han publicerade ett antal avhandlingar i sin yrkesroll och var författare till flera bergsbestigningsböcker.
Han är mest känd för sin ledning av den schweiziska expeditionen till Mount Everest 1952, samt konceptet dödszonen.

## Expeditionen till Mount Everest 1952
Wyss-Dunant utsågs till ledare av expeditionen till Mount Everest år 1952 tillsammans med Raymond Lambert och Tenzing Norgay. Både staden och kantonen Genève bidrog med ekonomiskt stöd till expeditionen, och universitetet i Genève gav vetenskapliga kontingenter. 
Syftet med expeditionen var att utforska den södra åsen på Mount Everest, och medlemmarna hade inte tänkt att försöka bestiga till toppen av berget. Raymond Lambert och Tenzing Norgay nådde en höjd på cirka 8595 meter på den sydöstra åsen, vilket var ett nytt klättringsrekord i höjd. Tack vare denna bedrift anlitades Tenzing till den Brittiska Mount Everest-expeditionen 1953, under vilken han besteg toppen av Mount Everest tillsammans med Edmund Hillary. 

## Vetenskaplig forskning
Under hans forskningsarbeten utarbetade Wyss-Dunant termen "dödszonen", i en artikel om acklimatisering. Artikeln publicerades i Swiss Foundation for Alpine Research. 